# نادية بنعيسى

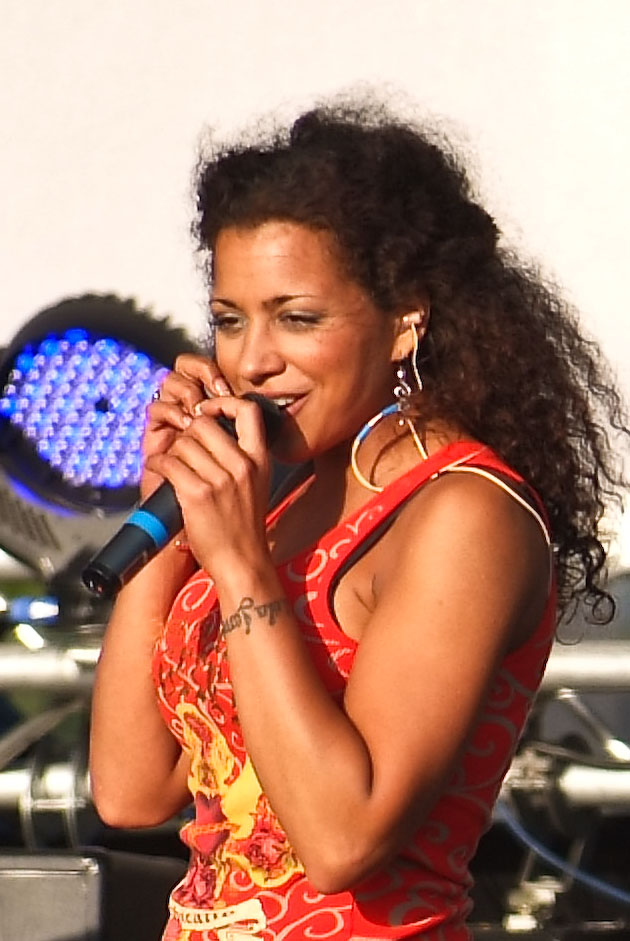
نادية بنعيسى في أسبوع كيل 2008

نادية بنعيسى (بالألمانية: Nadja Benaissa) هي مطربة ألمانية اصول والديها من المغرب ولدت في فرانكفورت سنة 1982، وعضوة في فرقة غناء نسوية تسمى نو أنجلس . بدأت محاكمتها في 16 آب 2010 بتهمة نقل فيروس الإيدز.

## روابط خارجية
- نادية بنعيسى على موقع IMDb (الإنجليزية)
- نادية بنعيسى على موقع ميوزك برينز (الإنجليزية)
- نادية بنعيسى على موقع ديسكوغز (الإنجليزية)